# Абдраманова, Куланда
Куланда Абдраманова (1920 год, Сырдарьинский район, Киргизская АССР, РСФСР, СССР — 1995 год, Кызылординская область, Казахстан) — колхозница, звеньевая полеводческого звена, Герой Социалистического Труда (1949).

## Биография
Родилась в 1920 году. В 1938 году вступила в колхоз имени Карла Маркса Терень-Узякского района Кзыл-Ординской области. В 1952 году закончила сельскохозяйственный техникум, после чего стала работать агрономом в колхозе имени Карла Маркса.
В 1948 году полеводческое звено, которым руководила Куланда Абдраманова, собрало по 34 центнеров зерновых с участка площадью 18 гектаров. Указом Президиума Верховного Совета СССР от 20 мая 1949 года «за получение высоких урожаев пшеницы, риса, сахарной свёклы и картофеля в 1948 году» удостоена звания Героя Социалистического Труда с вручением ордена Ленина и золотой медали «Серп и Молот».
Скончалась в 1995 году.

## Награды
- Герой Социалистического Труда (1949);
- Орден Ленина (1949);